# Von der Hand in den Mund
Von der Hand in den Mund, vollständig: Von der Hand in den Mund. Eine Chronik früher Fehlschläge ist ein Buch von Paul Auster, das 1998 im Rowohlt-Verlag, Reinbek, in der deutschen Übersetzung von  Werner Schmitz erschienen ist. Die Erstausgabe erschien 1997 bei Henry Holt and Company in New York City unter dem Titel Hand to Mouth. A Chronicle of Early Failure.

## Inhalt
Im Buch enthalten sind der 1996 geschriebene autobiographische Text Von der Hand in den Mund, in dem es um die zeitweise finanziell prekäre Lage des Autors in den 1970er Jahren geht sowie um Austers Anstrengungen und Schwierigkeiten im Umgang mit dem Geldverdienen. Außerdem geht es um folgende Werke aus diesem Zeitraum, die auch im Buch abgedruckt sind und die Umstände ihrer Entstehung: 
- im Anhang 1 drei Theaterstücke: 
  - Laurel und Hardy kommen in den Himmel, mit den Figuren Laurel und Hardy, beide Mauerbauer
  - Blackouts, mit den Figuren Grün, Schwarz und Blau sowie
  - Versteckspiel, mit den Figuren Mann und Frau;

- im Anhang 2 die Spielbeschreibung zu dem von Auster entwickelten Spiel Action Baseball sowie die Spielkarten dazu und

- im Anhang 3 der Kriminalroman Squeeze Play, den Auster unter dem Pseudonym Paul Benjamin schrieb.

Spiel und Texte wurden damals nicht veröffentlicht. Ausnahme ist Squeeze Play, das nach einigen Wirren veröffentlicht wurde. Auster schreibt, wie es zu dieser kommerziell orientierten Geschichte gekommen ist und welchen wirtschaftlichen Erfolg er damit erzielte: „Nach Abzug von 10 Prozent Agentenprovision hatte ich einen Reingewinn von 900 Dollar erzielt. Soviel zum Thema 'Bücher für Geld schreiben'. Soviel zum Thema 'Verkaufen'.“
Auster sagte Jahre später in Ein Leben in Worten zu diesem Buch: „das eigentliche Thema des Buchs ist Geld. Wer kein Geld hat, denkt ständig an Geld.  Geld zu haben hat nur ein Gutes: Es gibt einem die Freiheit, nicht ständig an Geld denken zu müssen.“

## Rezeption
In Die Zeit vom 18. Juni 1998 wird das Buch wenig positiv besprochen: „Das beste an diesem Buch ist der wahrhaftig erfindungsreiche Klappentext, der von einem Buch Paul Austers berichtet, das Paul Auster nie geschrieben hat.“ Demgegenüber schreibt Thomas E.Schmidt in der FAZ: „Als kleines literarisches Konzeptkunstwerk ist der Band reizvoll, wenngleich viele, viele Seiten besser im Verborgenen geblieben wären.“

## Ausgaben
- Hand to Mouth. A Chronicle of Early Failure, Henry Holt and Company, New York 1997, ISBN 978-0-8050-5406-4.
  - Übersetzung: Von der Hand in den Mund. Eine Chronik früher Fehlschläge. Deutsch von Werner Schmitz. Rowohlt, Reinbek 1998, ISBN 3-498-00043-8